# Brandenburg-Schwedt

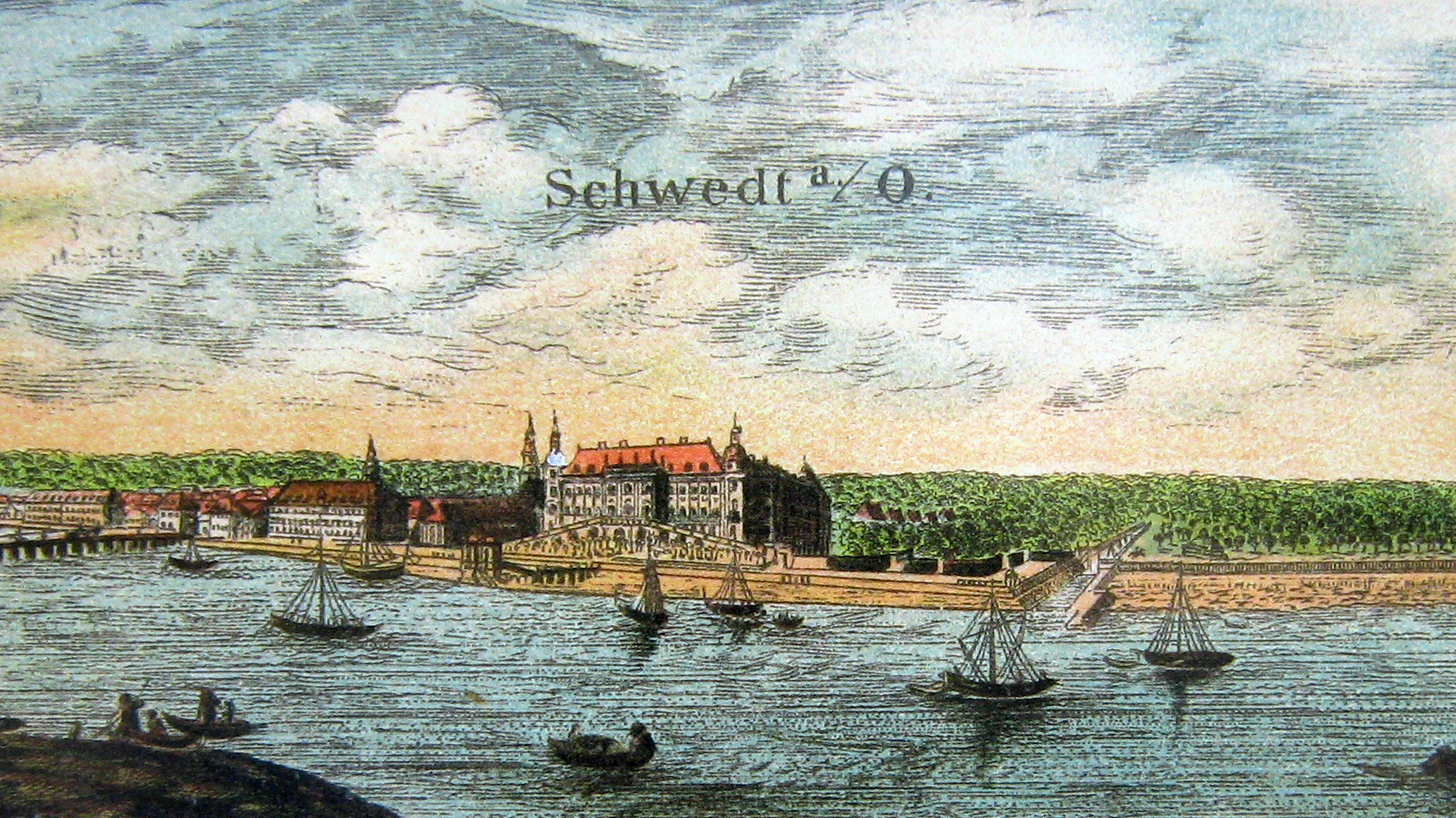
Schloss Schwedt an der Oder (1669)

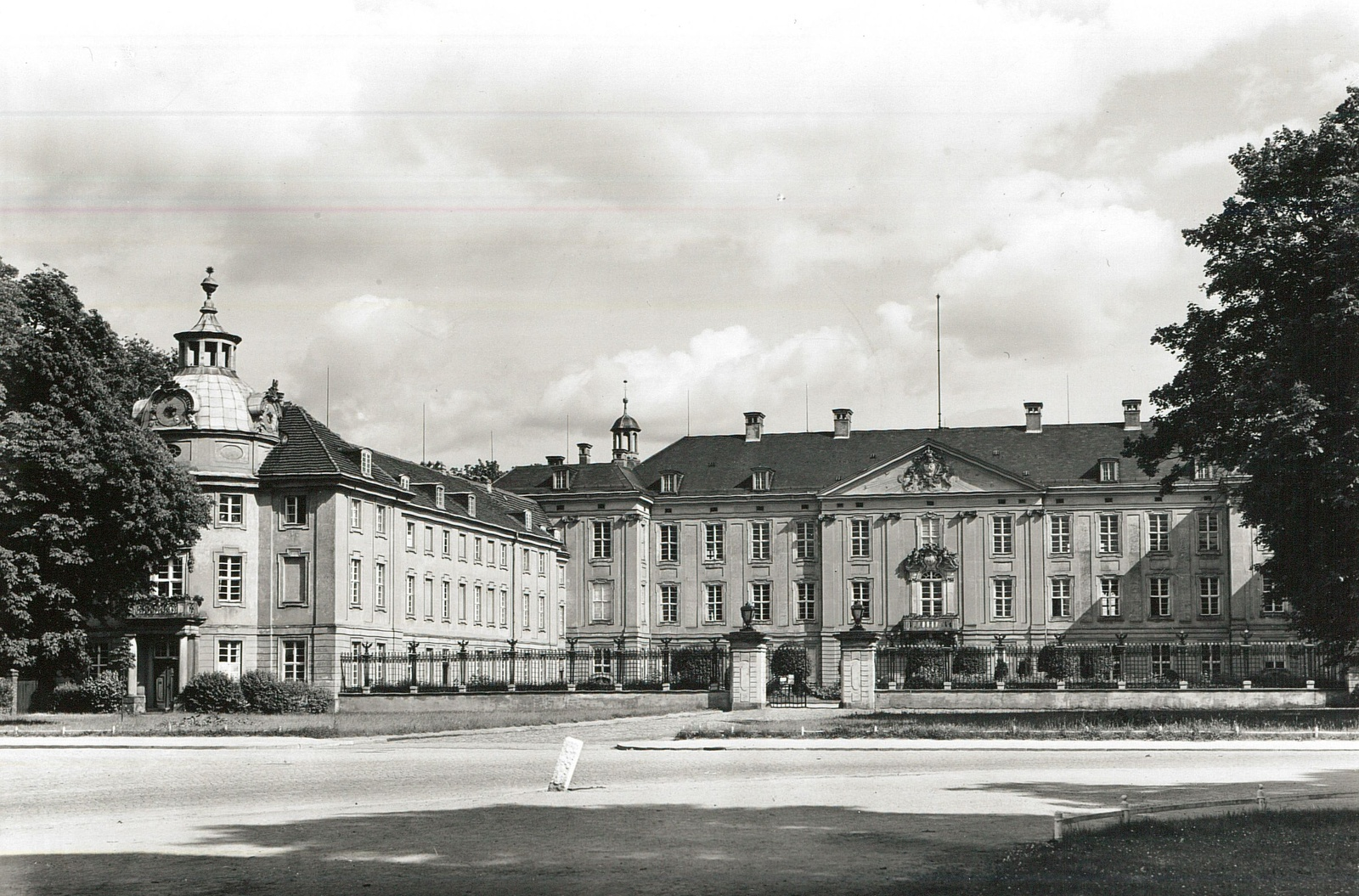
Schloss Schwedt (1938)

Brandenburg-Schwedt ist die nachträgliche Bezeichnung einer Nebenlinie der brandenburg-preußischen Hohenzollern. Irrtümlich wird „Brandenburg-Schwedt“ häufig für ein historisches Fürstentum im Norden Brandenburgs gehalten. Tatsächlich verfügte die Nebenlinie in ihren Grundherrschaften Schwedt-Vierraden (Neu- und Uckermark) und Wildenbruch (Hinterpommern) über keinerlei Souveränität oder landesherrliche Rechte. Als königliche Prinzen von Geblüt mit entsprechenden Apanagen und Erben der reichen Kurfürstin Dorothea und zweiten Frau von Kurfürst Friedrich Wilhelm (dem „Großen Kurfürsten“) konnten sie aber einen Wohlstand demonstrieren, der über den mancher kleinerer Fürstentümer hinausging.
Nach dem Dreißigjährigen Krieg (1618–1648) verpfändete Kurfürst Friedrich Wilhelm aus Geldmangel das Gebiet um Schwedt für 25.000 Taler an den Grafen Varrensbach, der sein Pfand als Renditeobjekt betrachtete. 1670 löste Kurfürstin Dorothea die Herrschaft für 26.500 Taler aus der Verpfändung und schuf damit eine Grundlage für die Versorgung ihres Sohnes Philipp Wilhelm. Durch Kauf von weiteren Grundherrschaften umfasste der Besitz schließlich drei Städte, drei Schlösser, 33 Dörfer und 24 Vorwerke.
Kurfürstin Dorothea widmete sich dem Wiederaufbau des im Dreißigjährigen Krieg beschädigten Schwedter Schlosses und der wirtschaftlichen Entwicklung der Stadt und ihrer Umgebung. So warb sie einen holländischen Fachmann an, der im Frühjahr 1686 mit den angesiedelten französischen Hugenotten die Tradition des uckermärkischen Tabakanbaus begründete. Ende des 18. Jahrhunderts ist die Uckermark mit 4.400 Hektar Anbaufläche das größte zusammenhängende Tabakanbaugebiet Deutschlands und mit drei Zigarrenmanufakturen der wichtigste Wirtschaftsfaktor in der Gegend.
Dorotheas ältester Sohn Markgraf Philipp Wilhelm baute seine Herrschaft intensiv aus und erweiterte die kostbare Ausstattung des Schlosses. Sein jüngerer Bruder Carl heiratete 1695, zwei Monate vor seinem Tod, in Norditalien heimlich die Gräfin Katharina von Salmour. Diese nannte sich als Witwe Madame de Brandebourg, was insbesondere im 19. Jahrhundert zu mehreren Romanen verarbeitet wurde, da sie es trotz der Aussicht auf eine hohe Geldzahlung durch den Kurfürsten ablehnte, den Titel aufzugeben.
Die rege Bautätigkeit setzte sich auch unter dem nachfolgenden Markgraf Friedrich Wilhelm (der tolle Markgraf) fort. In großem Umfang wurde nun der planmäßige Ausbau der Residenzstadt betrieben.
Der letzte Schwedter Markgraf Friedrich Heinrich, jüngster Sohn von Philipp Wilhelm, verwandelte Schwedt in eine Kulturstadt. Mit ihm starb die Linie 1788 aus, der größte Teil ihres Landbesitzes fiel zurück an die preußische Krone.
Das Schloss wurde 1794 dem Prinzen Friedrich Ludwig Karl von Preußen, dem zweiten Sohn Friedrich Wilhelms II., zur Residenz bestimmt, der dort mit seiner Frau einige Jahre als Regimentschef des Dragoner-Regiments Nr. 1 stationiert war.

## Die Chefs der Nebenlinie Brandenburg-Schwedt
- Philipp Wilhelm, Prinz in Preußen, Markgraf zu Brandenburg (1688–1711), Sohn von Kurfürst Friedrich Wilhelm
- Friedrich Wilhelm, Prinz in Preußen, Markgraf zu Brandenburg (1731–1771), Sohn von Markgraf Philipp Wilhelm (1711–1731 Vormundschaft durch die preußischen Könige Friedrich I. bzw. Friedrich Wilhelm I.)
- Friedrich Heinrich, Prinz von Preußen, Markgraf zu Brandenburg (1771–1788), Sohn von Markgraf Philipp Wilhelm